# 杉浦信之
杉浦 信之（すぎうら のぶゆき、1958年 -）は、株式会社ジェイ・キャストの取締役社長。

## 来歴
1958年誕生。1981年に朝日新聞社に入社する。経済部記者、産業・金融部長、編成局長、取締役・編集担当を経て2015年、朝日新聞社を退社し、同年に株式会社ジェイ・キャストに入社。ジェイ・キャストニュース編集長、専務取締役を経て2018年6月29日から取締役社長となる。